# Il Giallo Mondadori dal 3101 al 3200
|  | I 100 precedenti: Il Giallo Mondadori dal 3001 al 3100 |

## Dal N.3101 al N.3200
| N.   | Titolo italiano                                        | Autore | Titolo originale                 | Pubblicazione     |
| ---- | ------------------------------------------------------ | --- | -------------------------------- | ----------------- |
| 3101 | Il segreto della rosa bianca                           | Stefanie Pintoff | Secret of the White Rose         | 10 marzo 2014     |
| 3102 | Sherlock Holmes e il misterioso caso di Ippolito Nievo | Rino Cammilleri |                                  | 26 marzo 2014     |
| 3103 | Traditori                                              | Bill Pronzini | Betrayers                        | 9 aprile 2014     |
| 3104 | I dannati del Tamigi                                   | Anne Perry | Acceptable Loss                  | 24 aprile 2014    |
| 3105 | Vittime rituali                                        | Ngaio Marsh | Spinsters in Jeopardy            | 9 maggio 2014     |
| 3106 | Non riuscirai a salvarle tutte                         | Stefano Pigozzi |                                  | 24 maggio 2014    |
| 3107 | La baia delle nebbie                                   | William Kent Krueger | Thunder Bay                      | 8 giugno 2014     |
| 3108 | Sotto il segno del drago                               | Maureen Jennings | Under the Dragon's Tail          | 23 giugno 2014    |
| 3109 | L’ultima illusione                                     | Rhys Bowen | The Last Illusion                | 8 luglio 2014     |
| 3110 | Tradimento a Lisson Grove                              | Anne Perry | Betrayal at Lisson Grove         | 23 luglio 2014    |
| 3111 | Morte al Parlamento                                    | Anthony Berkeley | Death in the House               | 7 agosto 2014     |
| 3112 | L’oro di Sarah                                         | Annamaria Fassio |                                  | 22 agosto 2014    |
| 3113 | Gioco sporco                                           | Robert B. Parker | Sixkill                          | 6 settembre 2014  |
| 3114 | I morti non riposeranno                                | Tessa Harris | The Dead Shall Not Rest          | 21 settembre 2014 |
| 3115 | Le immagini rubate                                     | Manuela Costantini |                                  | 6 ottobre 2014    |
| 3116 | Sangue reale                                           | Rhys Bowen | Royal Blood                      | 21 ottobre 2014   |
| 3117 | La miniera di sangue                                   | William Kent Krueger | Vermilion Drift                  | 5 novembre 2014   |
| 3118 | Un mare senza sole                                     | Anne Perry | A Sunless Sea                    | 20 novembre 2014  |
| 3119 | Tutto quel blu                                         | Cristiana Astori |                                  | 5 dicembre 2014   |
| 3120 | La carne e il sangue                                   | Maureen Jennings | Poor Tom is Cold                 | 20 dicembre 2014  |
| 3121 | Identità violate                                       | Aldo Budriesi |                                  | 8 gennaio 2015    |
| 3122 | Vicolo oscuro                                          | Mickey Spillane | Black Alley                      | 23 gennaio 2015   |
| 3123 | I dissimulatori                                        | Bill Pronzini | Camouflage                       | 7 febbraio 2015   |
| 3124 | Fiducia tradita                                        | J.A. Jance | Betrayal of Trust                | 22 febbraio 2015  |
| 3125 | Lacrime innocenti                                      | Rhys Bowen | Hush Now, Don't You Cry          | 9 marzo 2015      |
| 3126 | Le colpe dei figli                                     | Enrico Luceri |                                  | 24 marzo 2015     |
| 3127 | Il lago della paura                                    | William Kent Krueger | Northwest Angle                  | 8 aprile 2015     |
| 3128 | Gli inganni di Dorchester Terrace                      | Anne Perry | Dorchester Terrace               | 23 aprile 2015    |
| 3129 | La crociata dei bambini                                | Ruth Rendell | Harm Done                        | 8 maggio 2015     |
| 3130 | La morte e la Piramide Nera                            | Deryn Lake | Death and the Black Pyramid      | 23 maggio 2015    |
| 3131 | La stagione del sangue                                 | Robert Ellis | Murder Season                    | 7 giugno 2015     |
| 3132 | Il delta delle tenebre                                 | Thomas H. Cook | Master of the Delta              | 22 giugno 2015    |
| 3133 | Giustizia cieca                                        | Anne Perry | Blind Justice                    | luglio 2015       |
| 3134 | Soli nel bosco                                         | Ruth Rendell | The Babes in the Wood            | agosto 2015       |
| 3135 | Intrigo in Costa Azzurra                               | Rhys Bowen | Naughty in Nice                  | settembre 2015    |
| 3136 | La collera di Napoli                                   | Diego Lama |                                  | ottobre 2015      |
| 3137 | Cadaveri in divisa                                     | Peter Lovesey | Cop to Corpse                    | novembre 2015     |
| 3138 | I guanti dell’assassino                                | Ngaio Marsh | Hand in Glove                    | dicembre 2015     |
| 3139 | L'odore dell’inganno                                   | Andrea Franco |                                  | gennaio 2016      |
| 3140 | L'inferno alle porte                                   | Bill Pronzini | Hellbox                          | febbraio 2016     |
| 3141 | Il respiro del diavolo                                 | Tessa Harris | The Devil's Breath               | marzo 2016        |
| 3142 | I dodici delitti di Natale                             | Rhys Bowen | The Twelve Clues of Christmas    | aprile 2016       |
| 3143 | La morte in vacanza                                    | Janice Hamrick | Death on Tour                    | maggio 2016       |
| 3144 | Mezzanotte a Marble Arch                               | Anne Perry | Midnight at Marble Arch          | giugno 2016       |
| 3145 | Quella casa nella brughiera                            | Ngaio Marsh | Tied up in Tinsel                | luglio 2016       |
| 3146 | Una fine in lacrime                                    | Ruth Rendell | End in Tears                     | agosto 2016       |
| 3147 | Il sentiero delle tombe                                | Martin Edwards | The Coffin Trails                | settembre 2016    |
| 3148 | La voce delle ombre                                    | Paolo Lanzotti |                                  | ottobre 2016      |
| 3149 | L'ombre del padre                                      | Maureen Jennings | Let Loose the Dogs               | novembre 2016     |
| 3150 | La morte e l'oblio                                     | Annamaria Fassio |                                  | dicembre 2016     |
| 3151 | Delitto in replica                                     | Georgette Heyer | Duplicate Death                  | gennaio 2017      |
| 3152 | Sangue sul fiume                                       | Anne Perry | Blood on the Water               | febbraio 2017     |
| 3153 | Il bosco maledetto                                     | Ruth Rendell | Not in the Flash                 | febbraio 2017     |
| 3154 | Assassinio a Brunswick Gardens                         | Anne Perry | Brunswick Gardens                | marzo 2017        |
| 3155 | Delitto e nobiltà                                      | Rhys Bowen | Heirs and Graces                 | maggio 2017       |
| 3156 | La crociata di Falconer                                | Ian Morson | Falconer's Crusade               | maggio 2017       |
| 3157 | Morte a Blackheath                                     | Anne Perry | Death on Blackheath              | luglio 2017       |
| 3158 | Il figlio della notte                                  | Maureen Jennings | Night's Child                    | agosto 2017       |
| 3159 | La torre degli scarlatti                               | Stefano Di Marino |                                  | settembre 2017    |
| 3160 | I meandri della notte                                  | Anne Perry | Corridors of the Night           | ottobre 2017      |
| 3161 | Il grido della sirena                                  | Paul Halter | Le cri de la sirène              | novembre 2017     |
| 3162 | L'ora più buia della notte                             | Enrico Luceri |                                  | dicembre 2017     |
| 3163 | Lo sguardo del mostro                                  | Ruth Rendell | The Monster in the Box           | gennaio 2018      |
| 3164 | Onora il male                                          | Maureen Jennings | Vices of My Blood                | febbraio 2018     |
| 3165 | Il caso Sandrine                                       | Thomas H. Cook | Sandrine's Case                  | marzo 2018        |
| 3166 | Cardosa e il codice Modigliani                         | Carlo Parri |                                  | aprile 2018       |
| 3167 | La maledizione di Lazzaro                              | Tessa Harris | The Lazarus Curse                | maggio 2018       |
| 3168 | Il fiume della vendetta                                | Anne Perry | Revenge in a Cold River          | giugno 2018       |
| 3169 | Il pozzo della morte                                   | Ruth Rendell | The Vault                        | luglio 2018       |
| 3170 | Regina di cuori                                        | Rhys Bowen | Queen of Hearts                  | agosto 2018       |
| 3171 | Dopo il dolore verrà la vendetta                       | Maureen Jennings | A Journeyman to Grief            | settembre 2018    |
| 3172 | Donne da uccidere                                      | Annamaria Fassio |                                  | ottobre 2018      |
| 3173 | Il gioco del delitto                                   | Paul Halter | Meurtre dans un manoir anglais   | novembre 2018     |
| 3174 | Il giudizio di Falconer                                | Ian Morson | Falconer's Judgement             | dicembre 2018     |
| 3175 | Dove abita il diavolo                                  | Marzia Musneci |                                  | gennaio 2019      |
| 3176 | L'enigma di Angel Court                                | Anne Perry | The Angel Court Affair           | febbraio 2019     |
| 3177 | Delitti al museo                                       | Romano De Marco - Stefano Di Marino - Andrea Franco - Antonio Fusco - Luigi Guicciardi - Diana Lama - Diego Lama - Giulio Leoni - Carlo A. Martigli - Serena Venditto |                                  | marzo 2019        |
| 3178 | L'ombra del Corvo                                      | Tessa Harris | Shadow of the Raven              | aprile 2019       |
| 3179 | Le scelte imperfette                                   | Manuela Costantini |                                  | maggio 2019       |
| 3180 | L'uomo che amava le nuvole                             | Paul Halter | L'Homme qui aimait les nuages    | giugno 2019       |
| 3181 | L'infamia di Lancaster Gate                            | Anne Perry | Tracery at Lancaster Gate        | luglio 2019       |
| 3182 | Il tempo dell'odio                                     | Ruth Rendell | No Man's Nightingale             | agosto 2019       |
| 3183 | La logica di Falconer                                  | Ian Morson | Falconer and the Face of God     | settembre 2019    |
| 3184 | Le notti della luna rossa                              | Enrico Luceri |                                  | ottobre 2019      |
| 3185 | Furto d’identità                                       | Boileau-Narcejac |                                  | novembre 2019     |
| 3186 | Lestrade e il circo dei misteri                        | M. J. Trow | Lestrade and the Sawdust Ring    | dicembre 2019     |
| 3187 | Rito di sangue                                         | Anne Perry | An Echo of Murder                | gennaio 2020      |
| 3188 | La morte cavalca ancora                                | Janice Hamrick | Death Rides Again                | febbraio 2020     |
| 3189 | L'amante di pietra                                     | Stefano Di Marino |                                  | marzo 2020        |
| 3190 | Morte a corte                                          | Rhys Bowen | Malice at the Palace             | aprile 2020       |
| 3191 | Firmato Cardosa                                        | Carlo Parri |                                  | maggio 2020       |
| 3192 | La fonte delle lacrime                                 | Paul Halter | Les Larmes de Sybil              | giugno 2020       |
| 3193 | Omicidio sul Serpentine                                | Anne Perry | Murder on the Serpentine         | luglio 2020       |
| 3194 | Torneranno alla luce                                   | Ruth Rendell | The Girl Next Door               | agosto 2020       |
| 3195 | Un salmo per Falconer                                  | Ian Morson | A Psalm for Falconer             | settembre 2020    |
| 3196 | 24 ore per non morire                                  | Annamaria Fassio |                                  | ottobre 2020      |
| 3197 | Lestrade e i delitti della metropolitana               | M. J. Trow | Lestrade and the Dead Man's Hand | novembre 2020     |
| 3198 | Ventuno giorni                                         | Anne Perry | Twenty-One Days                  | dicembre 2020     |
| 3199 | La pietra di sangue                                    | Paul Doherty | Bloodstone                       | gennaio 2021      |
| 3200 | Linea retta                                            | Enrico Luceri |                                  | febbraio 2021     |

|  | I 100 successivi: Il Giallo Mondadori dal 3201 al 3300 |